# Fábrica de productos químicos Abelló
La fábrica de productos químicos Abelló es una fábrica situada en la ciudad española de León, provincia de León, comunidad autónoma de Castilla y León. Tiene la denominación de Bien de Interés Cultural, desde el 17 de octubre de 1991.

## Historia
El conjunto formado por la «Fábrica de Productos Químicos Abelló» en León, constituye un ejemplo de arquitectura industrial de la primera mitad del siglo XX. En 1894 la Real Compañía Asturiana de Minas inscribió los solares en el Registro. En 1933 fue montada una fábrica de Unión Química Española. Sus instalaciones fueron también ocupadas por La Papelera Leonesa, un almacén de abonos y unos talleres de la Legión Cóndor. A comienzos de la década de 1940, fue adquirida por el empresario Juan Abelló, que instalaría una fábrica de agua oxigenada, así como de éter dietílico, con el nombre de «Productos Químicos Abelló». En 2011 era la sede de distintos programas de empleo del Instituto Leonés de Desarrollo Económico, Formación y Empleo.

## Edificio
La construcción se realizó sobre la base de muros de carga de ladrillo y estructura en origen de madera y cubierta de tejas, sustituidas en parte por cerchas metálicas y cubiertas de fibrocemento y chapa metálica. El conjunto consta de tres casas de planta baja y piso; nave de planta baja y tres plantas, diez naves de planta baja, transformador, chimenea y depósito de agua.